# Пратовеккьо-Стия
Пратове́ккьо-Сти́я (итал. Pratovecchio Stia) — коммуна в Италии, расположена в области Тоскана, подчиняется административному центру Ареццо.
Население коммуны, на 01.01.2024 года, составляет 5422 человека, плотность населения ─ 39,23 чел./км². Коммуна занимает площадь 138,23 км². Почтовый индекс — 52015. Телефонный код — 0575.
Покровителями коммуны почитаются Пресвятая Богородица (Санта-Мария-делле-Грацие) день памяти ежегодно отмечается 20 мая и Святой и Животворящий Крест Господень, празднование во вторник после первого воскресенья сентября .
Коммуна была образована 1 января 2014 года, в результате слияния коммун Пратовеккьо и Стия.

## Климат
Согласно климатической классификации итальянских муниципалитетов, Пратовеккьо-Стия входит в климатическую зону Е, количество градусо-дней составляет 2249.

## Демография
Название жителей ─ пратовекки́ни и стиа́ни.
Динамика населения

### Национальный состав
По данным Национального института статистики на 01.01.2023 года на территории коммуны проживало 5441 человек, из них 618 ─ были иностранными гражданами, что составило 11,4% от всего населения коммуны.

## Администрация коммуны
Главой коммуны является мэр Лука Сантини, с 8 июня 2024 года.
Муниципалитет входит в движение «Медленный город».